# Sin Ji-hyeon
Sin Ji-hyeon (신지현?; Seul, 12 settembre 1995) è una cestista sudcoreana.

## Carriera
Con la Corea del Sud ha disputato i Giochi olimpici di Tokyo 2020 e due Campionati mondiali (2014, 2022).